# مقاطعة سانتا فيه (نيومكسيكو)
مقاطعة سانتا فيه (بالإسبانية: Condado de Santa Fe)‏ (بالإنجليزية: Santa Fe County)‏ هي إحدى مقاطعات ولاية نيومكسيكو في الولايات المتحدة الأمريكية.